# Cabane de la Dent Blanche
Die Cabane de la Dent Blanche ist eine Schutzhütte der Sektion Jaman des Schweizer Alpen-Clubs (SAC) beim Ferpècle-Gletscher im Kanton Wallis.
Die im Sommer bewartete Hütte liegt auf einer Höhe von 3507 m ü. M. auf dem Gebiet der Gemeinde Evolène und ist Ausgangspunkt zur Besteigung der Dent Blanche. Sie ist die höchstgelegene bewartete Hütte des SAC.
Die Hütte wurde 1931 mit einem Vermächtnis des Gynäkologieprofessors und Alpinisten Guillaume Rossier (1864–1928) aus Vevey errichtet und 1951 vergrössert.